# Andrena vulpoides
Andrena vulpoides är en biart som beskrevs av Laberge 1967. Andrena vulpoides ingår i släktet sandbin, och familjen grävbin. Inga underarter finns listade i Catalogue of Life.